# Gypsochares baptodactylus
Gypsochares baptodactylus är en fjärilsart som beskrevs av Philipp Christoph Zeller 1850. Gypsochares baptodactylus ingår i släktet Gypsochares och familjen fjädermott. Inga underarter finns listade i Catalogue of Life.